# B1 Centauro

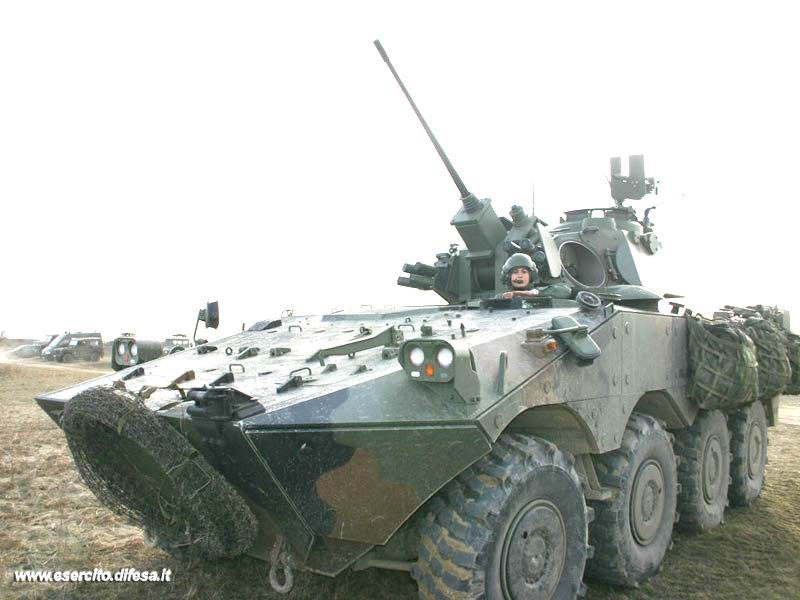
VBM Freccia

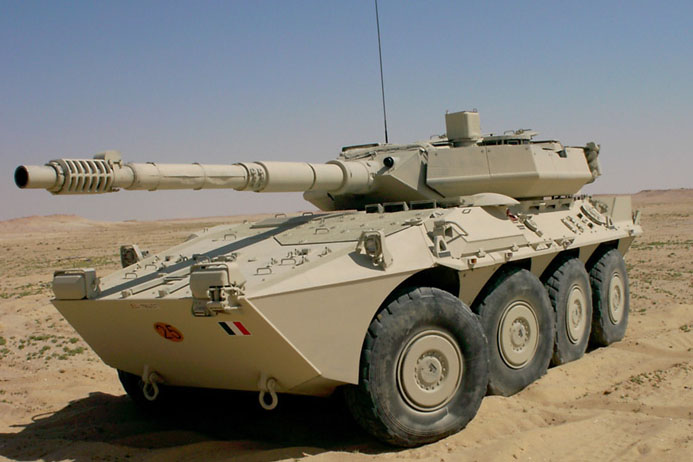
Centauro w Iraku

B1 Centauro – kołowy niszczyciel czołgów produkcji włoskiej.

## Historia
Prace na wozem wsparcia ogniowego Centauro rozpoczęły się w 1983 roku, dla zastąpienia przestarzałych czołgów M47 armii Włoch. Zdecydowano się na silnie uzbrojony pojazd kołowy dla zapewnienia możliwości szybkiego przerzutu drogami, zwłaszcza biorąc pod uwagę rozciągłość Półwyspu Apenińskiego. Miał on uzupełniać nowy czołg podstawowy C1 Ariete. Uzbrojenie stanowiła armata gwintowana kalibru 105 mm produkcji OTO Melara o długości lufy 52 kalibry (L/52). W celu skonstruowania pojazdu powstało konsorcjum CIO firm Iveco i OTO Melara.
B1 Centauro został przyjęty na uzbrojenie armii Włoch w 1991 roku, dla której powstało 389 pojazdów. Dalsze 84 Centauro oraz 4 wozy zabezpieczenia technicznego na tym podwoziu wyprodukowano dla Hiszpanii. 25 włoskich pojazdów sprzedano następnie Jordanii. 
W 2005 roku podjęto prace nad rozwojem konstrukcji. Powstał początkowo pojazd Centauro drugiej generacji, z dotychczasowym kadłubem i nową wieżą HITFACT z armatą 120 mm L/45. Dziewięć takich pojazdów kupił Oman. Kadłub Centauro posłużył także do skonstruowania kołowego bojowego wozu piechoty VBM Freccia, produkowanego dla armii Włoch od 2010 roku.
W 2015 roku powstał prototyp wozu nowej generacji Centauro II, cechujący się nowo skonstruowanym kadłubem i uzbrojeniem w armatę gładkolufową 120 mm.

## Wersje
- B1 Centauro – podstawowa, z silnikiem 520 KM[4], wykorzystywana jako baza wóz wsparcia ogniowego wyposażony w 105 mm armatę bruzdową (długość lufy 52 kalibry), wieżyczką Hitfact LRF, dwóch  karabinów maszynowych 7,62 mm km MG 42/59, system kierowania ogniem TURMS (ang. Tank Universal Reconfigurable Modular System)
- Centauro 120 mm – z nową 120 mm armatę gładkolufową o długości lufy 45 kalibrów, wieżyczką Hitfact 120 i pancerzem zdolnym wytrzymać uderzenie 40 mm APFSDS z przodu.
- Centauro II MGS 120/105 – z silnikiem o mocy 720 koni mechanicznych, z wieżą Hitfact II 120 wyposażoną w armatę 120 mm (długość lufy 52 kalibry) wyposażoną w hamulec wylotowy[5], opcjonalnie w armatę 105 mm (długość lufy 52 kalibrów)[6][7]

Pojazdy specjalistyczne na bazie B1 Centauro
- VBM Freccia (Centauro VBC) – opancerzony bojowy wóz piechoty, wersja ma wzmocniony pancerz, wieżyczkę Hitfist 25+ (Hitfist Plus), uzbrojona jest w Oerlikon KBA 25 mm z zapasem 200 sztuk amunicji. W wyposażeniu są dwa karabiny maszynowe na amunicję 7,62 mm NATO, dodatkowe uzbrojenie stanowią dwie pojedyncze wyrzutnie ppk Spike MR/LR
- Porcupine (Centauro 155/39 LW) – 155 mm haubica samobieżna FH70 o długości lufy 39 kalibrów.
- 76/62 SR Draco – samobieżny zestaw przeciwlotniczy uzbrojony w 76 mm armatę automatyczną o długości lufy 62 kalibrów
- 120 mm moździerz samobieżny wyposażony w moździerz Thales 2R2M

## Użytkownicy

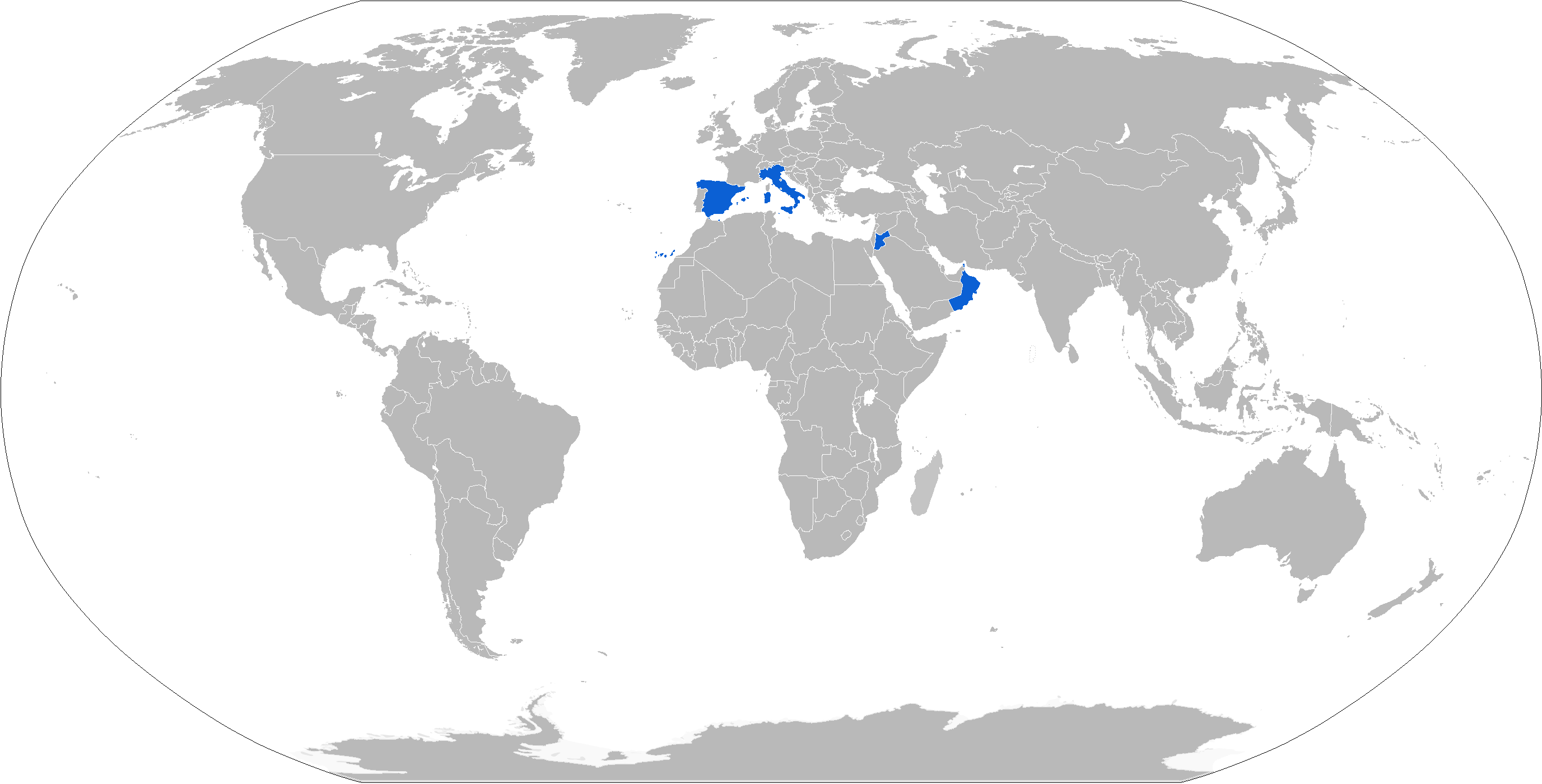
Mapa użytkowników B1 Centauro

- Włochy – B1 Centauro, VBM Freccia, Centauro II
- Hiszpania – B1 Centauro
- Jordania – B1 Centauro
- Oman – B1 Centauro
- Ukraina – B1 Centauro (maj 2023)

W 2012 roku B1 z armatami 105 mm, 120 mm i 125 mm testowany był w Rosji, jednak ostatecznie nie został przyjęty tam do uzbrojenia.